# Pseudohemiodon
Pseudohemiodon is een geslacht vanstraalvinnige vissen uit de familie van de harnasmeervallen (Loricariidae).

## Soorten
- Pseudohemiodon amazonum (Delsman, 1941)
- Pseudohemiodon apithanos Isbrücker & Nijssen, 1978
- Pseudohemiodon devincenzii (Señorans, 1950)
- Pseudohemiodon lamina (Günther, 1868)
- Pseudohemiodon laticeps (Regan, 1904)
- Pseudohemiodon platycephalus (Kner, 1853)
- Pseudohemiodon thorectes Isbrücker, 1975